# 約瑟夫·奧斯特萊
約瑟夫·奧斯特莱（法語：Joseph Oesterlé，1954年—）是法國數學家。他與英國數學家大衛·馬瑟（David Masser）在1985年提出的abc猜想是丟番圖方程的重要研究。